# Theodor Schilling
Georg Philipp Theodor Schilling (* 2. Dezember 1824 in Immichenhain bei Alsfeld; † 20. Januar 1871 in Gersfeld) war ein deutscher Verwaltungsbeamter und Parlamentarier.

## Leben
Theodor Schilling stammte aus Oberrieden. Er studierte an der Philipps-Universität Marburg Rechtswissenschaft. 1844 wurde er Mitglied des Corps Hassia Marburg. Nach dem Studium wurde er Verwaltungsbeamter. Als Kreissekretär des Kreises Gersfeld wurde er 1866 zunächst kommissarisch und 1867 endgültig Landrat des Kreises Gersfeld. Das Amt hatte er bis zu seinem Tod 1871 inne. 1867–1870 vertrat er als Abgeordneter den Wahlkreis Kassel 11 (Hünfeld, Gersfeld) im Preußischen Abgeordnetenhaus. Er gehörte der Fraktion der Konservativen Partei an.